# Kakava

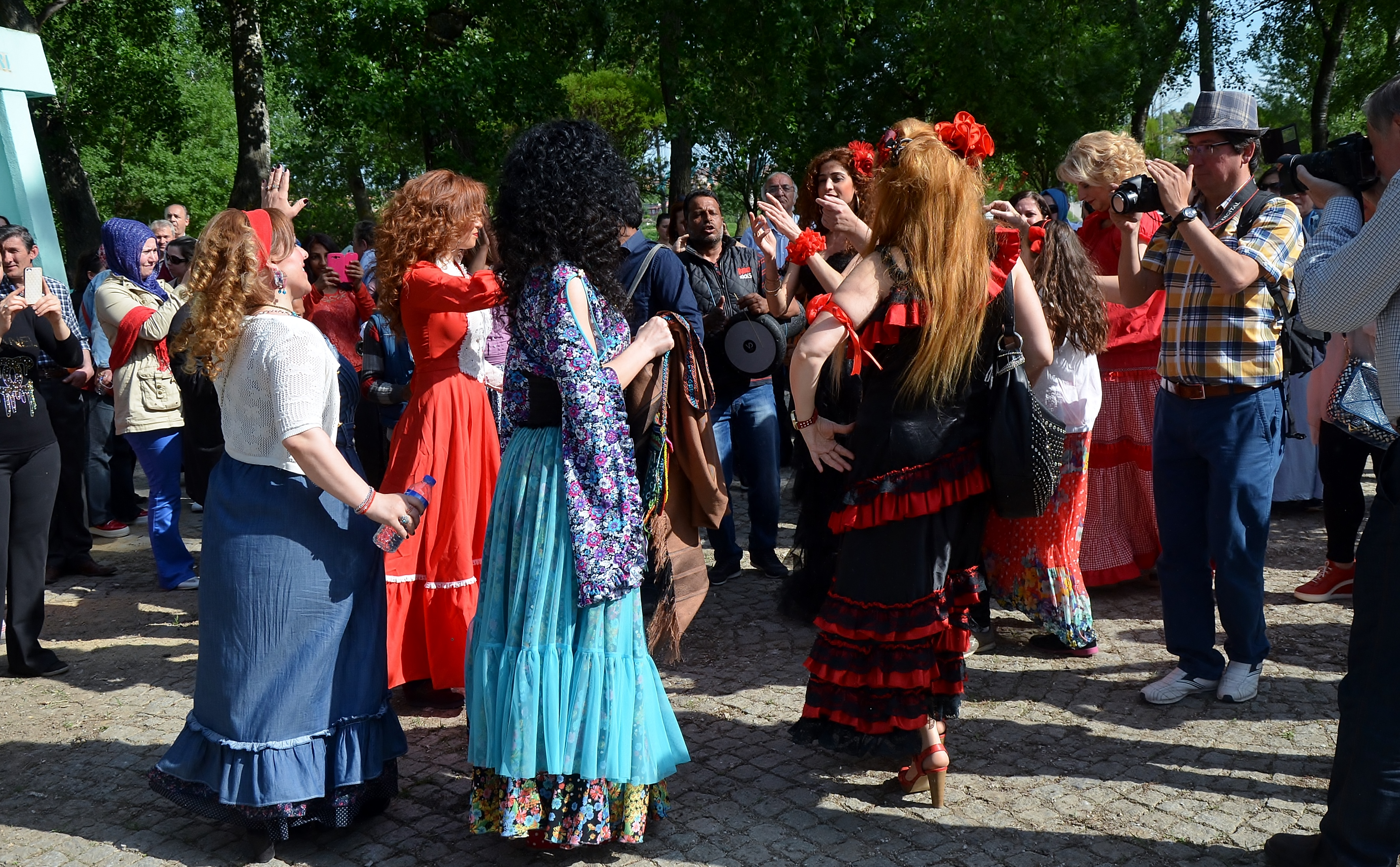
Dans în timpul Festivalului Kakava din Edirne, 2015

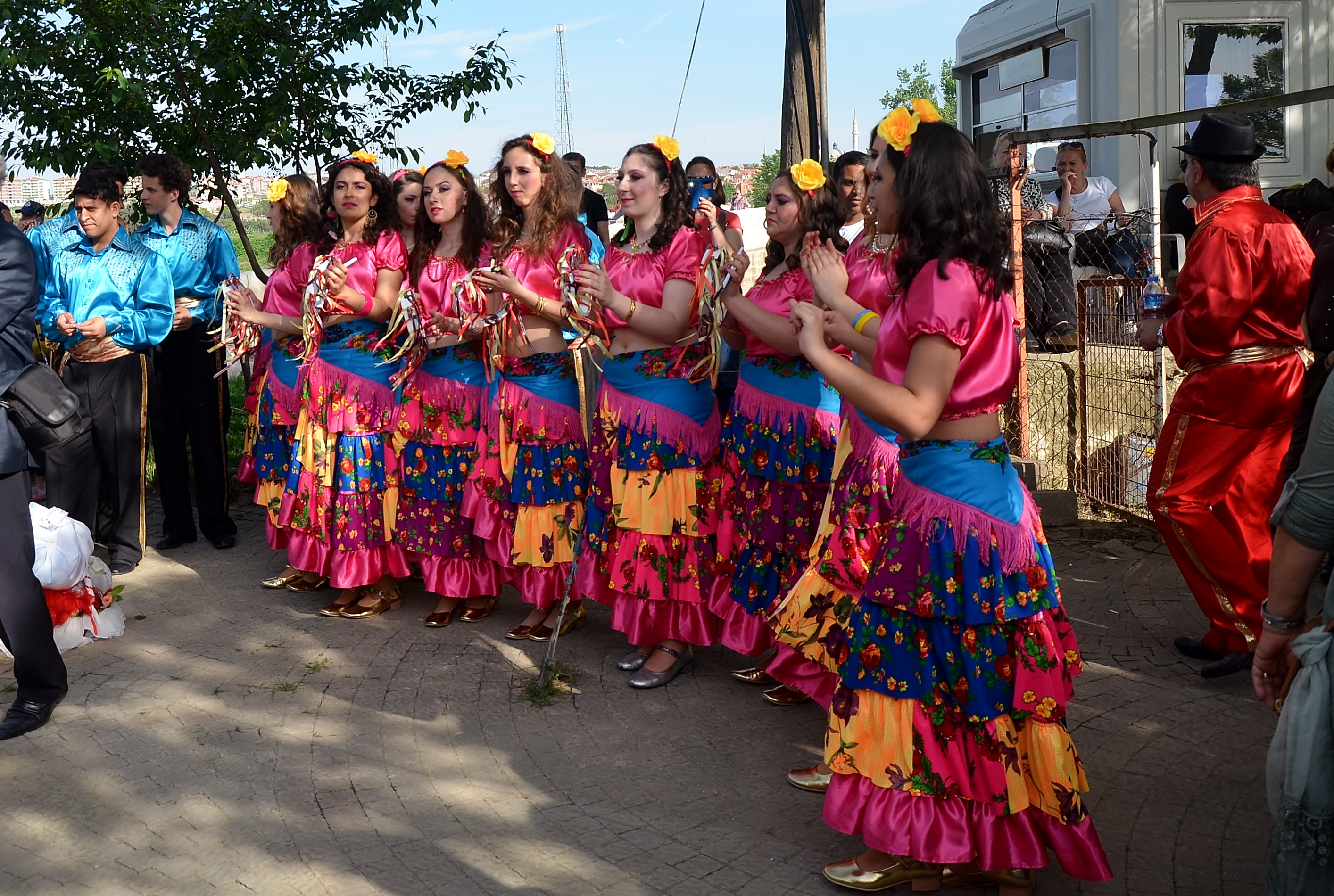
Femei rome dansând la Festivalul Kakava din Edirne, 2015

Kakava este o sărbătoare a romilor din Turcia. Originea ei este în Tracia Răsăriteană în Turcia.

## Descriere

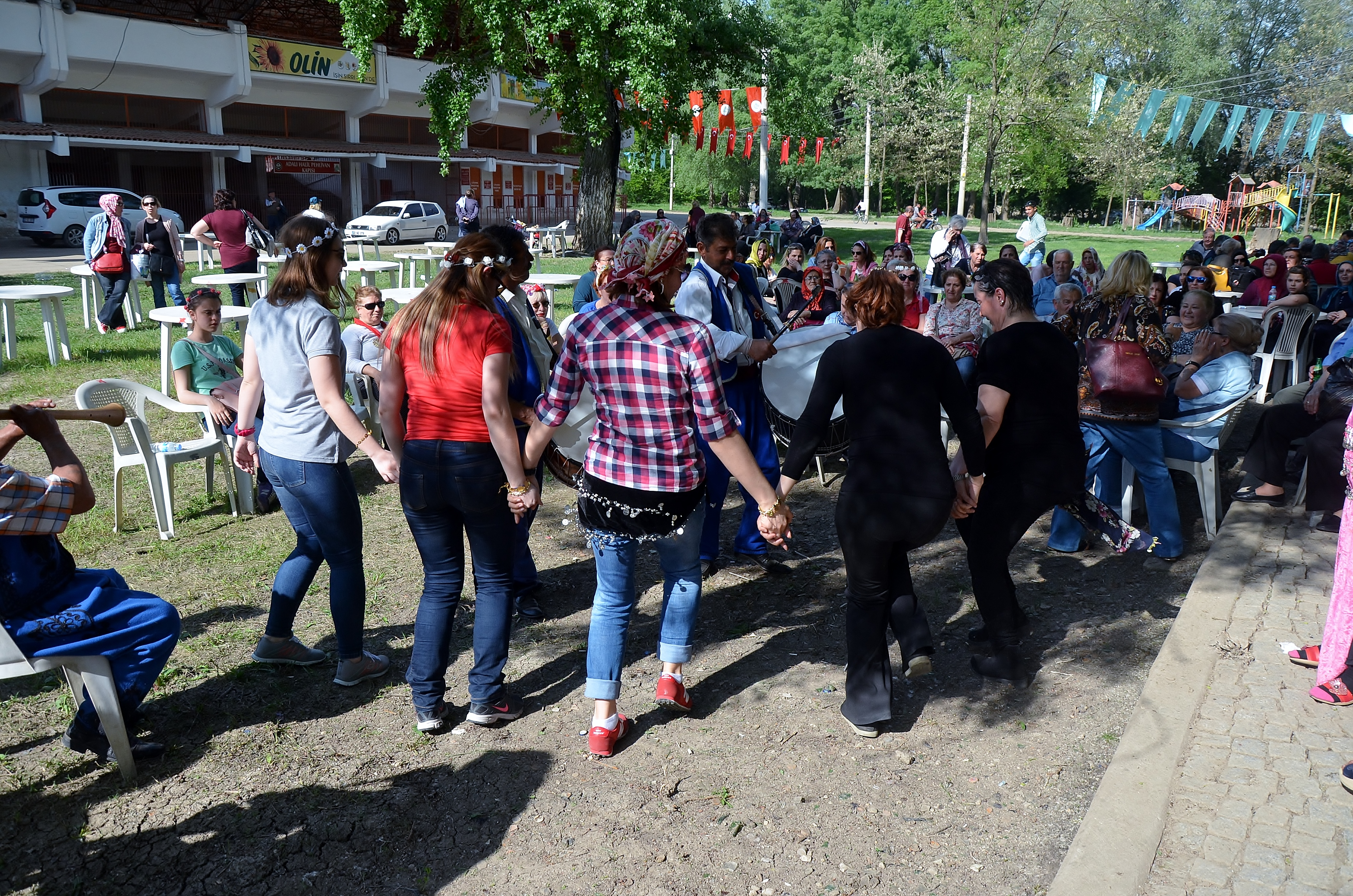
Dans în timpul Festivalului Kakava din Edirne, 2015

Convingerea că un mântuitor pe nume Baba Fingo va veni să-i salveze este nemuritoare în folclorul romilor din Turcia. Se crede că a fost comandant al trupelor faraonilor din armata Egiptului antic. Deși romii din Turcia sunt oficial musulmani, Kakava (Festivalul Cazanelor) preislamic a fost păstrat în Tracia Răsăriteană. Se sărbătorește în perioada 5-6 mai la Edirne, cu multe activități festive care atrag turiști. Semnificația principală a festivalului este credința populară a romilor din această zonă într-un mântuitor pe nume Baba Fingo, cel care a condus cândva poporul rom din Egipt, o variantă romă a Exodului. Kakava celebrează ziua în care se crede că a avut loc acest eveniment, când romii merg la râul Tundja, aprind lumânări pe care le lasă să plutească, își spală fața, brațele și picioarele în apa râului, în semn de prețuire a zilei salvării lor din Egipt. Ei sărbătoresc mai ales nemurirea salvatorului lor, Baba Fingo. În limba turcă există zicala „Baba Fingo Gelecek, Bütün Dertler Bitecek”, care înseamnă „Când tata Fingo va veni tot răul va pieri”.

### În Turcia
În orașele vestice ale Turciei, Edirne și Kırklareli, Kakava este sărbătorită cu bucurie. În Edirne se organizează un festival internațional cu acest prilej, care este susținut de administrația locală. Partea oficială a festivalului Kakava are loc în Sarayiçi, locul unde se ține în fiecare an turneul tradițional de lupte în ulei Kırkpınar. Aici se aprinde un foc de tabără și oamenii sar peste el, se cântă și se dansează. Cei aproximativ 5.000 de participanți primesc pilaf, un fel de mâncare preparat din orez. Sărbătoarea continuă până în zori pe malul râului Tundja.